# Düsseldorf Open (ATP Tour)
Il Düsseldorf Open, conosciuto anche come Power Horse Cup per ragioni di sponsorizzazione, è stato un torneo di tennis maschile che si è svolto nel 2013 e nel 2014 sui campi in terra rossa del Rochusclub a Düsseldorf, Germania. Faceva parte della categoria ATP World Tour 250 series nell'ambito dell'ATP World Tour. 

## Storia
Tra il 1978 e il 2012 si era giocata sugli stessi campi la World Team Cup, competizione a squadre posta sotto l'egida dell'ATP, le cui ultime due edizioni del 2011 e 2012 ebbero il nome sponsorizzato Power Horse World Team Cup. Nell'ottobre 2012 fu annunciato che l'edizione di quell'anno sarebbe stata l'ultima e che l'evento sarebbe stato sostituito nel 2013 dal Düsseldorf Open da tenersi nello stesso impianto con il nome sponsorizzato Power Horse Cup.
Dopo l'edizione inaugurale del 2013 non si trovò uno sponsor per l'edizione successiva, che venne comunque disputata. Entrambe le edizioni fecero registrare forti perdite e la mancanza di uno sponsor portò gli organizzatori ad annunciare la soppressione del torneo nel novembre 2014. I detentori dei diritti del torneo, gli ex tennisti Ion Tiriac e Rainer Schüttler, ottennero dall'ATP il permesso per spostarlo nel 2015 a Ginevra, dove prese il nome Geneva Open.

## Risultati

### Singolare
| Anno | Campione              | Finalista       | Punteggio   |
| ---- | --------------------- | --------------- | ----------- |
| 2013 | Juan Mónaco           | Jarkko Nieminen | 6–4, 6–3    |
| 2014 | Philipp Kohlschreiber | Ivo Karlović    | 6–2, 7–6(4) |

### Doppio
| Anno | Campioni                       | Finalisti                        | Punteggio        |
| ---- | ------------------------------ | -------------------------------- | ---------------- |
| 2013 | Andre Begemann Martin Emmrich  | Treat Conrad Huey Dominic Inglot | 7–5, 6–2         |
| 2014 | Santiago González Scott Lipsky | Martin Emmrich Christopher Kas   | 7–5, 4–6, [10–3] |